# محمد أحمد الخباز
محمد أحمد الخباز (1929 - 28 مارس/آذار 2009)، ويعرف اختصارًا محمد الخباز، هو أديب وشاعر مغربي معروف. يُعتبر أحد الشعراء المخضرمين الذين نظموا الشعر في الفترة الأخيرة من عهد الحماية والفترة الأولى من عهد الاستقلال.

## حياته
وُلد محمد أحمد الخباز عام 1929 بمدينة القصر الكبير شمال المغرب. حصل على شهادة العالمية سنة 1952 وكان ترتيبه الأول من بين طلاب المعهد. وبعد تخرجه عمل أستاذًا بمدينة القصر الكبير وأثناء هذه المدة تعاطى للفتوى بالمدينة ونواحيها وفي سنة 1953 عين بالمعهد الديني بمدينة الحسيمة ثم بمدرسة قرية بو يعقوب، وفي سنة 1956 عاد إلى القصر الكبير حيث عين أستاذًا بالمعهد الديني إلا أنه سرعان ما اختير ليعمل في سلك القضاء فعين قاضيًا بالقصر الكبير ثم أقا وتازة والحسيمة وتطوان. ظل الشاعر قاطنا في مدينة تطوان إلى أن تقاعد بعد أن عمل مستشارًا قضائيًا بمحكمة الاستيناف بنفس المدينة ثم اشتغل عدلًا بعد ذلك لفترة حتى وفاته.
يعتبره الدكتور حسن طريبق في الكثير من محاضراته وأبحاثه رائد الشعر الإحيائي بالمغرب وقدمت حول شعره مذكرات لنيل شهادات الدكتوراه والإجازة.
حظي شعره بدراسة من طرف الأستاذة لطيفة الجباري في أطروحتها للدكتوراه بكلية آداب فاس سنة 2003 تحت عنوان «الإحيائية الشعرية المغربية من خلال الشاعر محمد الخباز».

## وفاته
توفي محمد الخبار في تطوان بتاريخ 28 مارس/آذار 2009 ميلاديًا الموافق 2 ربيع الآخر 1430 هجريًا، عن عمرٍ ناهز 80 عامًا.

## مؤلفاته
أصدر عددًا من المؤلفات، ومنها:
- «شذور ونفحات»، وهو ديوانٌ شعري[3]
- دراسة حول الشاعر الأموي كثير عزة

## وصلات خارجية
- قناته لسماع أشعاره على موقع اليوتوب